# Участок «Овраги»
Участок «Овраги» — памятник природы регионального (областного) значения Московской области, который включает ценные в экологическом, научном и эстетическом отношении природные комплексы, а также природные объекты, нуждающиеся в особой охране для сохранения их естественного состояния:
- эрозионные формы овражного и балочного типов;
- широколиственные и осиново-березовые с участием широколиственных пород старовозрастные леса;
- места произрастания и обитания редких видов животных, занесенных в Красную книгу Московской области.

Памятник природы основан в 1986 году. Местонахождение: Московская область, городской округ Пущино; участок 1 — к северу от улицы Парковая города Пущино, в 100—200 м к западу от улицы Профессора Виткевича, к востоку от храма Михаила Архангела; участок 2 — между улицей Парковая и бульваром Н. Д. Иерусалимского, западнее улицы Профессора Виткевича (микрорайон В), участок 3 — между улицей Парковая и бульваром Н. Д. Иерусалимского, восточнее улицы Профессора Виткевича (микрорайон Г). Общая площадь памятника природы составляет 9,26 га (участок 1 — 5,82 га, участок 2 — 0,88 га, участок 3 — 2,56 га.

## Описание
Территория памятника природы расположена на северном склоне Среднерусской возвышенности и включает поверхности моренно водноледниковой равнины (участки 2 и 3) и фрагмент правобережного склона долины реки Оки (участок 1). Территория прорезается двумя крупными эрозионными формами овражно-балочного типа: западным оврагом (к западу от улицы Профессора Виткевича) и восточным оврагом (к востоку от этой улицы). Абсолютные высоты территории сильно варьируют от 115 м над у.м. (отметка устья оврага в северной оконечности памятника природы) до 172 м над у.м. (высотные уровни вершинных частей эрозионных форм).
Дочетвертичный фундамент представлен пластами каменноугольных пород. Северная часть территории памятника природы подстилается нижнекарбоновыми протвинскими известняками с прослоями глин и стешевскими глинами и известняками, а южные части — среднекарбоновыми верейскими песками и пестроцветными глинами и нижнекаширскими известняками и доломитами. Коренные породы зачастую выходят на дневную поверхность в днищах оврагов, либо перекрываются покровными суглинками и днепровской мореной (в прибровочной зоне), делювиальными суглинками (на склонах оврагов), балочным суглинистым аллювием (в днищах оврагов), местами — древнеаллювиальными песчаными отложениями первой и второй надпойменных террас и аллювием поймы реки Оки.
Наиболее крупный участок 1 включает западный овраг (общей длиной 600 м) от его устья до срединной части и прибровочную зону, занимающую небольшую площадь в пределах памятника природы. Вершинная часть оврага отделена от его средней части автомобильной дорогой (улицей Парковой) и образует участок 2. Участок 3 памятника природы представлен вершинной частью восточного оврага.
Западный овраг на территории участка 1 прорезает правобережный склон долины реки Оки и раскрывается на уровне её высокой поймы (порядка 115 м над у.м.).
В центральной части участка 1 западный овраг по морфометрическим характеристикам (ширина по бровкам 20—40 м, по днищу — 5—6 м и глубина 10—12 м) можно охарактеризовать как крутостенную балку. Овраг имеет асимметричный поперечный профиль: обычно один борт оврага крутой (до 30°), а другой несколько положе (15—20°). Склоны часто неровные, ступенчатые. В целом, бровки склонов оврага чёткие. На подножиях обоих бортов отмечено большое количество оползневых тел различного масштаба: длиной (вдоль оврага) 20—25 м, шириной 4—5 м, высотой ниши — 3—4 м. Днище оврага неровное, с современным эрозионным врезом и постоянным меандрирующим водотоком. На днище вскрываются кирпично-красные и сиреневые пестроцветные глины. Западный овраг имеет ответвления преимущественно овражного типа, одно из наиболее крупных сформировалось в его средней части на левом борту. Ширина отрога с V-образным поперечным профилем — 7—8 м, глубина — до 2 м.
В устьевой части западный овраг (шириной по бровкам 100 м, по днищу 20 м; глубиной 4—5 м) приобретает U-образный асимметричный поперечный профиль балочного типа. Правый борт — крутой (25—30°), вдоль левого борта просматривается террасовидная поверхность (шириной до 10 м) на высоте 3 м над днищем оврага. Днище эрозионной долины здесь расширяется, а современный эрозионный врез с водотоком достигает ширины 1,5 м и глубины 0,3 м. В устьевой части овраг осложняется несколькими отрогами по типу оврагов.
На участке 2 памятника природы верхняя часть западного оврага, прорезающая поверхность коренного склона равнины, представлена двумя ответвлениями овражного типа (длиной 60—70 м, шириной по бровкам 10—15 м, глубиной вреза 4—5 м). Вблизи улицы Парковой эти ответвления объединяются в основной овраг, который в значительной степени трансформирован антропогенными формами рельефа — навалами грунта и строительного мусора.
На участке 3 памятника природы вершинная часть восточного оврага, прорезающая поверхность коренного склона равнины, представлена слиянием двух более мелких эрозионных форм балочного типа.
Западная балка имеет в средней части корытообразный профиль и ширину по бровкам 15—30 м, по днищу 4—7; глубину 3—5 м. Крутизна бортов — 25—30°. Здесь имеются признаки оползания грунта в нижней части склонов (искривленные стволы деревьев). В своей верхней части ответвление приобретает классический V-образный овражный поперечный профиль. Прибровочная поверхность вдоль левого борта изобилует карстовыми воронками (диаметром 3—5 м; глубиной 1,5—2,5 м). Воронки, как правило, расположены хаотически, однако есть участки линейного расположения. Расстояние между соседними воронками обычно не превышает 2 м. Восточная балка на участке 3 имеет корытообразный асимметричный поперечный профиль и ширину по бровкам 30 м, по днищу 8 м; глубину 4—7 м. Правый борт балки крутой (35—40°) и ступенчатый. На нём отчётливо просматривается оползневая терраса с плоской поверхностью шириной 5 м на высоте 4 м от днища. На склоне большое количество деревьев с искривлёнными стволами. Выпуклый левый борт балки (крутизной от 10—15° до 40°) принимает отрог (шириной по бровкам 7—8 м, глубиной 3—4 м) с V-образным поперечным профилем. Днища балок — плоские и влажные, современные эрозионные врезы не выражены.
Основные современные естественные рельефообразующие процессы в границах памятника природы представлены эрозией и аккумуляцией постоянных и временных водотоков; склоновыми процессами (дефлюкцией, оползневыми и осыпными процессами).
Общий сток поверхности направлен в тальвеги оврагов и далее в северном направлении в сторону их устьев. Вне границ памятника природы сток поступает в русло главного водоприемника — реку Оку.
Почвенный покров в целом представлен серыми почвами, их оглееными вариациями (в днищах оврагов), а также антропогенно трансформированными агросерыми почвами.

### Флора и растительность
Для памятника природы характерны широколиственные и осиново-березовые с участием широколиственных пород старовозрастные леса лещиновые широкотравные.
На участке 1 памятника представлена растительность глубокого оврага и окружающие его узкие полосы мелколиственных лесов по склонам долины реки Оки.
Мелколиственные лещиновые широкотравно-разнотравно-злаковые леса вдоль оврагов на склоне долины реки Оки образованы березой повислой и осиной с участием сосны и липы мелколистной среднего и молодого возраста. Диаметр стволов самых старых берез и осин — около 25—30 см. В подросте много рябины, отмечена ива козья, из кустарников — лещина обыкновенная и жимолость лесная. В сомкнутых участках таких лесов больше видов дубравного широкотравья — сныти обыкновенной, зеленчука жёлтого, звездчатки жестколистной, копытня европейского, а по «окнам» растут ежа сборная, мятлики узколистный и дубравный, полевица тонкая, овсяница луговая, гравилат городской, ястребинка зонтичная, дудник лесной, Черноголовка обыкновенная, земляника лесная, купырь лесной, колокольчики круглолистный и сборный, репешок обыкновенный, золотарник обыкновенный, пижма обыкновенная, живучка ползучая, вероника дубравная, торилис, или пупырник японский, ландыш майский, вербейник монетчатый, редко встречается колокольчик персиколистный — редкий и уязвимый вид, не включенный в Красную книгу Московской области, но нуждающийся на территории области в постоянном контроле и наблюдении. На опушке леса на нарушенном участке недалеко от храма Михаила Архангела отмечалась скерда тупокорневищная — редкий вид, занесенный в Красную книгу Московской области; здесь довольно много осины (диаметр стволов до 40 см), отмечены яблоня лесная и декоративные кустарники: шиповник, свидина кроваво-красная, кизильник блестящий.
На склонах западного оврага преобладают старовозрастные березовые леса с дубом и липой в первом ярусе, обилием клёна и липы во втором ярусе и подросте кустарниковые широкотравные. Некоторые дубы имеют диаметр стволов до 100 см, а липы — до 40—45 см. Единично встречаются старые березы, местами — осины. Кустарники представлены лещиной (преобладает), бересклетом бородавчатым, жимолостью лесной. Травяной покров разрежен, доминируют сныть и зеленчук, единично или небольшими группами встречаются копытень европейский, звездчатка жестколистная, недотрога мелкоцветковая, осока волосистая, хвощ зимующий, чина весенняя, лютик кашубский, пролесник многолетний, медуница неясная, мятлик дубравный, фиалка удивительная, вороний глаз четырёхлистный, купена многоцветковая, подмаренник душистый, двулепестник парижский и гнездовка настоящая (оба — редкие уязвимые виды, не включенные в Красную книгу Московской области, но нуждающиеся на территории области в постоянном контроле и наблюдении), весной цветут хохлатка плотная, гусиный лук жёлтый и ветреница лютиковая.
В верховьях западного оврага встречаются более молодые порослевые липы и березы, обилен подрост липы и клёна высотой около 10 м. Ближе к улице Парковой встречаются ива ломкая, белая акация, или робиния ложноакация. В травяном покрове появляется хвощ луговой.
Террасовидные уступы в низовьях западного главного оврага заняты сероольшаником с вязом гладким, липой, черемухой, рябиной и хмелем. Диаметр стволов ольхи достигает 35 см, вяза — 40 см. Обилен подрост черемухи и ольхи серой, есть подрост клёна и вяза. Из кустарников встречаются смородина чёрная и малина. В травяном ярусе обильны сныть, зеленчук, крапива двудомная, недотрога мелкоцветковая, копытень, встречаются яснотка крапчатая, кочедыжник женский, весной обильны ветреница лютиковая и хохлатка плотная. На склонах оврага преобладают вяз и липа, кроме вышеперечисленных трав здесь растут также щитовник мужской и хвощ зимующий (крупные пятна), редко — пузырник ломкий и колокольчик крапиволистный (редкий и уязвимый вид, не включенный в Красную книгу Московской области, но нуждающийся на территории области в постоянном контроле и наблюдении). В местах небольших сочений межпластовых вод больше осины, появляются таволга вязолистная, герань болотная, вербейники обыкновенный и монетчатый, обилен мох — плагиомниум. Днище оврага занято ольхово-вязовым сообществом с черемухой, ивой ломкой, снытью, крапивой, селезеночником очереднолистным, кочедыжником женским, чистяком весенним, изредка встречается чистец лесной.
На участке 2 памятника природы представлен небольшой по площади овражный дубово-липово-березовый лещиновый сорнотравно-широкотравный лес со снытью, зеленчуком, ветреницей лютиковой, недотрогой мелкоцветковой, гравилатом городским, звездчаткой жестколистной и крапивой. Опушка леса периодически выкашивается, здесь растут ежа сборная, тимофеевка луговая, дудник лесной, будра плющевидная, герань луговая.
На участке 3 на межбалочном повышении сохранился дубово-липовый лес (сомкнутость крон 0,9) лещиновый широкотравный с участием клёна платановидного, березы и осины. Диаметр стволов лип — 35—40 см, дубов — 45—50 см, берез — до 40 см, кленов — до 30 см. В подросте — клен, черемуха, липа и дуб. В подлеске кроме лещины отмечены жимолость лесная и бересклет бородавчатый, редко — поросль калины обыкновенной до 0,5 м. В травяном покрове доминируют сныть обыкновенная и зеленчук жёлтый, довольно много осоки волосистой и ландыша майского. Единично или небольшими группами встречаются копытень европейский, чина весенняя, лютик кашубский, пролесник многолетний, медуница неясная, фиалка удивительная, купена многоцветковая, вороний глаз четырёхлистный. Весной здесь цветут эфемероиды — ветреница лютиковая и хохлатка плотная, обнаружено около десятка кустов черемши, или лука медвежьего — вида, занесенного в Красную книгу Московской области.
На склонах балок на участке 3 растут липа, на бровке — дуб и липа. Развит подрост клёна, местами — черемухи или рябины. Редко рябина выходит во второй древесный ярус. Из кустарников обычен бересклет бородавчатый. В травяном покрове доминируют сныть и пролесник, единично встречаются недотрога мелкоцветковая, гравилат городской, щитовники мужской и картузианский, кочедыжник женский, норичник шишковатый, воронец колосистый, группами растет двулепестник парижский. По днищу встречаются кочедыжник, чистяк весенний, селезеночник очереднолистный.

### Фауна
Животный мир памятника природы характерен для овражных лиственных лесов с участием широколиственных пород, значительно влияние окружающей городской застройки. В границах памятника природы и на непосредственно примыкающих территориях отмечено обитание 49 видов наземных позвоночных животных, в том числе 1 вида земноводных, 1 вида пресмыкающихся, 38 видов птиц и 9 видов млекопитающих.
Основу населения наземных позвоночных животных памятника природы составляют типичные лесные и опушечные виды, преимущественно связанные с европейскими широколиственными лесами. К ним относятся обыкновенный крот, обыкновенная бурозубка, лесная и полевая мыши, перепелятник, обыкновенная кукушка, большой пёстрый дятел, белоспинный дятел (занесён в Красную книгу Московской области), малый пёстрый дятел, иволга, зелёная пересмешка, славка-черноголовка, пеночки теньковка, весничка и трещотка, мухоловка-пеструшка, зарядка, обыкновенный соловей, рябинник, чёрный дрозд, певчий дрозд, большая синица, лазоревка, обыкновенный поползень, обыкновенная пищуха, зяблик, зеленушка, щегол, травяная лягушка. Довольно обычен обыкновенный уж (занесён в Красную книгу Московской области). По сырым днищам оврагов встречаются горностай, садовая и болотная камышовки, садовая славка, в устьевой части участка 1 — обыкновенная чечевица. Заходят, особенно в зимнее время, заяц-беляк и лисица. Многочисленна виноградная улитка.
В населении животных памятника природы очень важную роль играют синантропные виды и виды, предпочитающие жить рядом с человеком. Особенно высоко их влияние на участках 2 и 3, почти со всех сторон окруженных городской застройкой. В приопушечной полосе лесных массивов здесь многочисленны сизые голуби, галки, серые вороны, скворцы, полевые воробьи; повсеместно встречается белая трясогузка. В восточной части участка 3 располагается гнездовая колония грачей. Над территорией памятника природы охотятся стаи чёрных стрижей и воронков (городских ласточек).
При этом некоторые характерные спутники человека, найдя здесь благоприятные условия, все глубже проникают в природную среду. В качестве примера можно привести домовых мышей и серых крыс, заселяющих навалы мусора на окраинах памятника природы, бродячих домашних собак и кошек.

## Объекты особой охраны памятника природы
Охраняемые экосистемы: эрозионные формы овражно-балочного типа, широколиственные и осиново-березовые с участием широколиственных пород старовозрастные леса лещиновые широкотравные.
Охраняемые в Московской области, а также иные редкие и уязвимые виды растений и их местообитания:
- виды, занесенные в Красную книгу Московской области — лук медвежий, или черемша, скерда тупокорневищная;
- виды, являющиеся редкими и уязвимыми таксонами, не включенные в Красную книгу Московской области, но нуждающиеся на территории области в постоянном контроле и наблюдении — колокольчики персиколистный и крапиволистный, гнездовка настоящая, двулепестник парижский.

Охраняемые в Московской области, а также иные редкие и уязвимые виды животных и их местообитания (виды, занесенные в Красную книгу Московской области): обыкновенный уж, белоспинный дятел.